# Антониоли, Франческо
Франче́ско Сте́фано Антонио́ли (итал. Francesco Stefano Antonioli; род. 14 сентября 1969, Монца, Ломбардия) — итальянский футболист, голкипер.

## Карьера
Франческо Антониоли — воспитанник клуба «Монца». После двух сезонов в основном составе «Монцы», Антониоли был куплен «Миланом». «Россонери» первые сезоны одалживали голкипера на правах аренды, сначала в Чезену, а затем в «Модену». Затем он два сезона провёл в «Милане», в составе которого 18 апреля 1992 года дебютировал в серии А. Вскоре Антониоли потерял место в составе «Милана», уступив его Себастьяно Росси и был вынужден искать новую команду.
Антониоли был арендован «Пизой», с которой вылетел в серию С1. Затем выступал в серии А за «Реджану» и «Болонью», в которой выступал 4 сезона. Летом 1999 года Антониоли был куплен «Ромой», с которой выиграл чемпионат Италии в 2001 году. Летом 2003 года Антониоли, став свободным агентом, перешёл в «Сампдорию», откуда, в июне 2006 вернулся в «Болонью», подписав двухлетний контракт. За два сезона в «Болонье» Антониоли не пропустил ни одной игры, чем помог клубу выйти в серию А, после чего подписал контракт ещё на сезон.
7 июля 2009 года Антониоли подписал двухлетний контракт с «Чезеной», в которой он завершит свою карьеру. 10 ноября 2010 года провёл свой 600-й матч в чемпионатах Италии. 5 июня 2011 года Франческо продлил контракт с клубом ещё на год.

## Достижения
Милан
- Чемпион Италии (2): 1992, 1993
- Обладатель Суперкубка Италии: 1992
- Обладатель Кубка европейских чемпионов (2): 1989, 1990
- Обладатель Суперкубка УЕФА: 1989
- Обладатель Межконтинентального кубка: 1989

 Рома
- Чемпион Италии: 2001
- Обладатель Суперкубка Италии: 2001

## Награды
- Кавалер ордена «За заслуги перед Итальянской Республикой»: 12 июля 2000